# Columbella
Columbella is een geslacht van weekdieren uit de klasse van de Gastropoda (slakken).

## Soorten
- Columbella adansoni Menke, 1853
- Columbella aureomexicana (Howard, 1963)
- Columbella castanea G. B. Sowerby, 1832
- Columbella costa Simone, 2007
- Columbella dysoni Reeve, 1859
- Columbella fuscata G. B. Sowerby I, 1832
- Columbella haemastoma G. B. Sowerby I, 1832
- Columbella labiosa G. B. Sowerby I, 1822
- Columbella major G. B. Sowerby I, 1832
- Columbella marrae Garcia E., 1999
- Columbella mercatoria (Linnaeus, 1758)
- Columbella paytensis Lesson, 1831
- Columbella rustica (Linnaeus, 1758)
- Columbella rusticoides Heilprin, 1886
- Columbella socorroensis Shasky, 1970
- Columbella sonsonatensis (Mörch, 1860)
- Columbella strombiformis Lamarck, 1822